# Dongseong de Baekje
Le roi Dongseong du royaume de Baekje (hangeul : 동성왕 ; hanja : 東城王 ; RR : Dongseong-wang ; MR : Tongsǒng-wang) est un souverain coréen qui règne à la tête de Baekje de 479 à 501.